# Slag bij Wijnendale

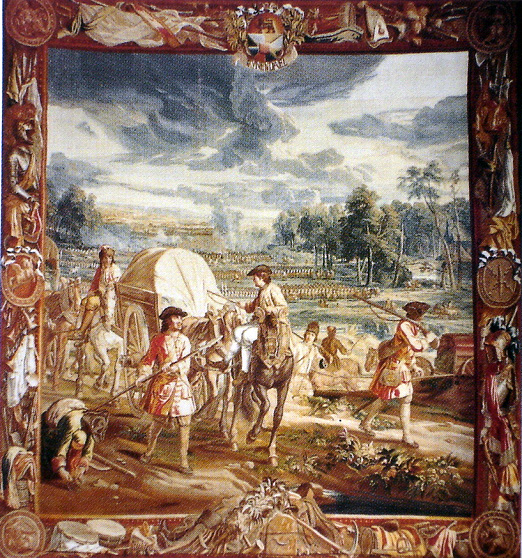
Wandtapijt met voorstelling van de Slag bij Wijnendale (1708) in Blenheim Palace (UK), residentie van de hertog van Marlborough. Op de voorgrond het konvooi van de geallieerden. Uiterst rechts het kasteel van Wijnendale.

De Slag bij Wijnendale was een veldslag (in rapporten van tijdgenoten heet het, bescheidener, een "militaire actie") die plaatsvond op 28 september 1708 in de schaduw van het kasteel van Wijnendale, op 20 km van Brugge en van Oostende. Het is een wat vergeten veldslag, uitgevochten tijdens de Spaanse Successieoorlog. Het resultaat - de nederlaag van de Franse en Spaanse troepen - was nochtans een belangrijke factor in de succesvolle belegering van de Franse stad Rijsel door de Grote Alliantie onder het opperbevel van John Churchill, de hertog van Marlborough en prins Eugène van Savoye. Dankzij de overwinning van Marlborough is Wynendael vooral in de Engelse literatuur relatief bekend.  

## Achtergrond
Na hun grote overwinning bij Oudenaarde (11 juli 1708) gingen Marlborough en prins Eugène over tot het beleg van Rijsel. Rijsel had moderne vestingwerken en een Frans garnizoen van 16.000 manschappen. Door een tekort aan munitie dreigden ze het beleg te moeten staken. De enige bevoorradingslijn was die vanuit Engeland. Marlborough beval daarom een groot konvooi uit de havenstad Oostende te laten overkomen. Hiervoor moesten de 700 trage wagens een lange tocht door Vlaanderen maken. Het transport werd begeleid door 6000 manschappen te voet en 1500 te paard onder leiding van de Engelse generaal-majoor Webb. Graaf de la Motte, die met een Frans garnizoen gelegerd is in Brugge, krijgt lucht van de onderneming en trekt met 22 tot 24.000 manschappen naar Wijnendale om het konvooi daar te onderscheppen.

## Strijdplan en gevecht

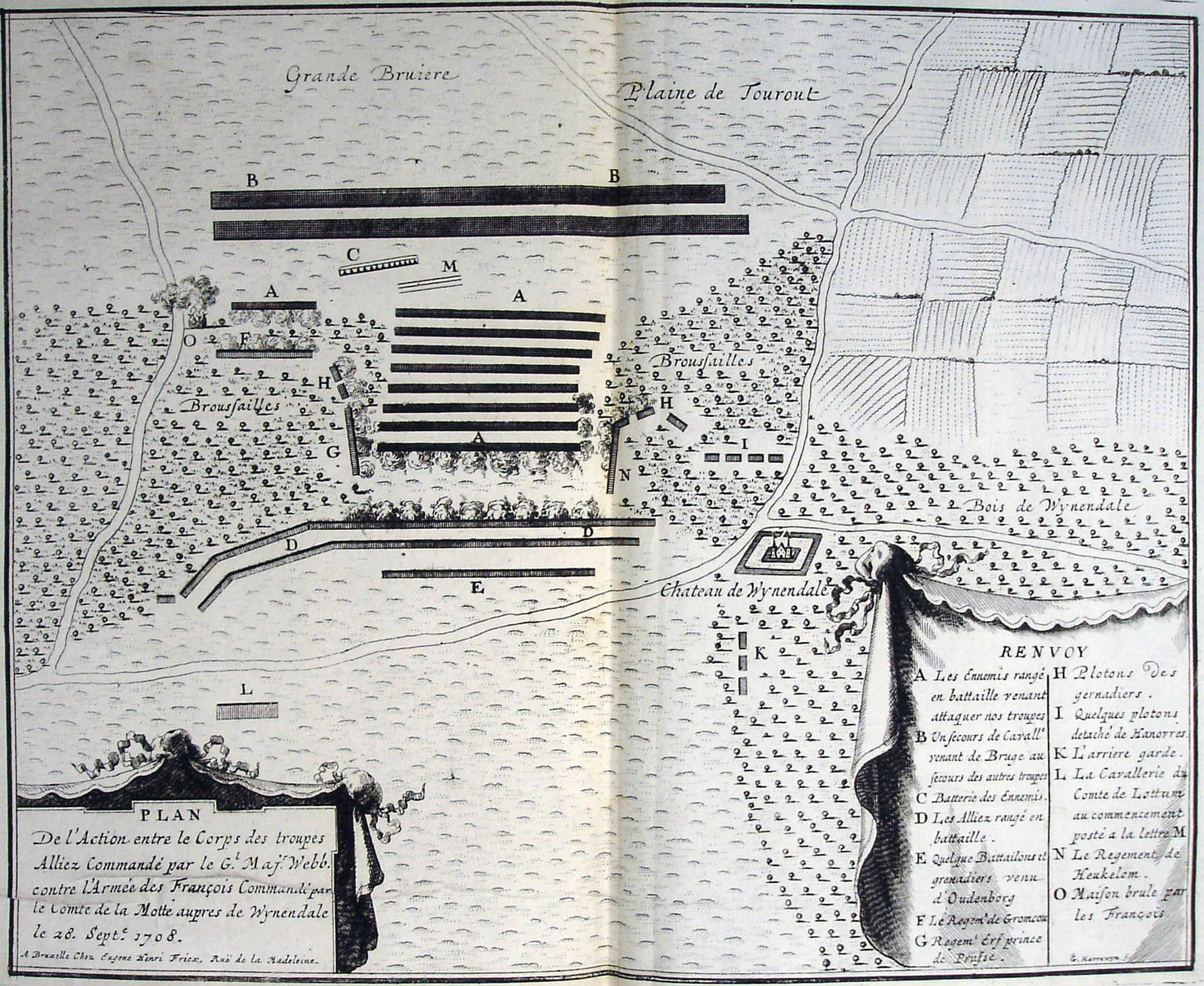
Strijdplan van de Slag bij Wijnendale (1708) gedrukt bij Eugène Henri Fricx in Brussel

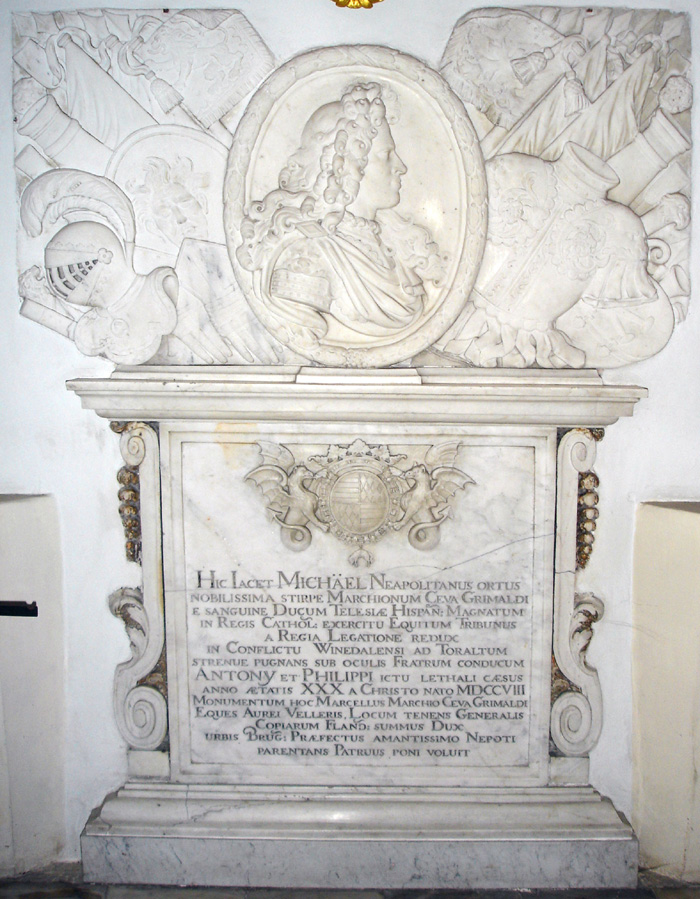
Grafmonument in de Sint-Walburgakerk te Brugge van Michael Ceva Grimaldi, een Spaanse officier uit Napels, die op 30-jarige leeftijd sneuvelde in de Slag bij Wijnendale

Generaal Webb voorziet de onvermijdelijke confrontatie en bedenkt een strijdplan om zijn numerieke zwakte te compenseren. Het beboste landschap rond Wijnendale biedt hiervoor mogelijkheden. Hij kiest een open plek uit, begroeid met heide en aan twee zijden geflankeerd door bossen en struikgewas. Zijn troepen posteert hij in twee, lange linies, die de open plek afsluiten en die ook moeten verhinderen dat de Fransen via de bossen de linies zouden omsingelen. Later komt hier nog een derde linie bij bestaande uit twee bataljons infanteristen en zeshonderd grenadiers, die uit het nabije Oudenburg komen. Achter de linies passeert intussen langzaam het konvooi richting Rijsel. 
Terwijl Webb zijn troepen ontplooit, worden de naderende Fransen aan de andere kant van het terrein opgehouden door graaf Carl von Lottum, een Pruisische generaal. Met slechts 150 manschappen cavalerie slaagt hij erin om de ontplooiing van de Franse troepen te vertragen. Bovendien verhindert hij zo dat de la Motte terreinkennis krijgt en inzicht in het tactisch plan van de geallieerden. 
Op de open plek tussen de twee bossen stelt de Franse bevelhebber vier linies met infanteristen en vier met dragonders (bereden infanteristen) op. Daarachter komt een batterij met veertig stukken zwaar geschut, in de rug gedekt door twee brede linies met cavalerie. De opstelling van de la Motte is weinig geïnspireerd. Waarschijnlijk verwacht hij, gezien zijn getalsterkte, een gemakkelijke overwinning.
Tussen vier en vijf uur in de namiddag vuren de Franse kanonnen de eerste schoten af. Na een kanonnade die twee tot drie uren duurt en weinig effect sorteert, zet de la Motte zijn infanterie in. Het smalle terrein hindert de bewegingen van de grote Franse troepenmacht. Ze liggen voortdurend onder vuur van de geallieerden, die over krachtiger vuurwapens beschikken. De eerste linie van de geallieerde infanterie houdt goed stand.
Dan speelt generaal Webb zijn troeven uit. In de bossen en het struikgewas aan weerszijden van het slagveld hebben enkele Pruisische, Hannoverse en Nederlandse regimenten zich schuilgehouden, die de Fransen — tot hun verrassing — nu ook in de flanken aanvallen. Aan de rechterflank heeft het Nederlandse regiment van Heukelom postgevat, samen met enkele pelotons grenadiers en Hannovers. Aan de linkerflank zit een Pruisisch regiment, eveneens versterkt met grenadiers. 
De flanken van de Franse troepenmacht krijgen het steeds zwaarder te verduren, waarop de la Motte het bevel geeft tot een tweede aanval. Onder de druk van het grote aantal Fransen begint de eerste linie-bataljons van de geallieerden te wijken, maar de verse bataljons van de tweede linie kunnen de toestand snel stabiliseren. Het aanhoudend gevuur vanuit de bossen blijft de Franse troepen uitdunnen en hun slagorde ontregelen. Uiteindelijk worden ze gedwongen tot terugtrekking.
Wanneer de strijd al zo goed als gewonnen is, verschijnt de cavalerie van de Ierse generaal Cadogan op het toneel. Hij komt op bevel van Marlborough, die bezorgd is om het welslagen van het konvooi, de geallieerden versterken met enkele eskadrons. Maar dat blijkt dus niet meer echt nodig te zijn.

## Afloop
De menselijke verliezen zijn aanzienlijk, aan beide zijden, maar vooral aan die van de Fransen. Na een kort, maar hevig gevecht van twee uur zijn 3000 tot 4000 Franse en Spaanse officieren en soldaten gesneuveld. Aan geallieerde zijde telt men 900 doden of gewonden. 
Volgens geschreven bronnen gaat het om: 4.000 doden en gewonden, 2.000 gevangenen / waaronder 9 Franse kolonels / werden in de gevangenis naar Brugge gebracht.
Dankzij de overwinning van de geallieerden bereikt het konvooi op 29 september ongehinderd Rijsel en kan de belegering voortgezet worden. Drie weken later, op 22 oktober, valt de stad.

## Bron
- Relation de l'Action qui s'est passée à Wynendale le 28. de Septemb[re] 1708. entre un Corps de Troupes des Alliés, commandé par le Major-General Webb, & l'Armée des François, commandée par le Comte de la Motte, Brussel, Eugène Fricx, 1708.